# Campionati mondiali di snowboard 1999
I Campionati mondiali di snowboard 1999 si sono svolti a Berchtesgaden, in Germania, fra il 12 ed il 17 gennaio 1999.

## Risultati

### Uomini

#### Parallelo
| Posizione | Atleta           | Nazione |
| --------- | ---------------- | ------- |
| 1         | Nicolas Huet     | Francia |
| 2         | Mathieu Bozzetto | Francia |
| 3         | Werner Ebenbauer | Austria |

Data: 15 gennaio 1999

#### Gigante parallelo
| Posizione | Atleta             | Nazione |
| --------- | ------------------ | ------- |
| 1         | Richard Rikardsson | Svezia  |
| 2         | Stefan Kaltschütz  | Austria |
| 3         | Harald Walder      | Austria |

Data: 14 gennaio 1999

#### Slalom gigante
| Posizione | Atleta            | Nazione  |
| --------- | ----------------- | -------- |
| 1         | Markus Ebner      | Germania |
| 2         | Maxence Idesheim  | Francia  |
| 3         | Stefan Kaltschütz | Austria  |

Data: 13 gennaio 1999

#### Snowboardcross
| Posizione | Atleta         | Nazione   |
| --------- | -------------- | --------- |
| 1         | Henrik Jansson | Svezia    |
| 2         | Magnus Sterner | Svezia    |
| 3         | Zeke Steggall  | Australia |

Data: 17 gennaio 1999

#### Halfpipe
| Posizione | Atleta          | Nazione     |
| --------- | --------------- | ----------- |
| 1         | Ricky Bower     | Stati Uniti |
| 2         | Fredrik Sterner | Svezia      |
| 3         | Timo Aho        | Finlandia   |

Data: 16 gennaio 1999

### Donne

#### Slalom Parallelo
| Posizione | Atleta         | Nazione  |
| --------- | -------------- | -------- |
| 1         | Marion Posch   | Italia   |
| 2         | Isabelle Blanc | Francia  |
| 3         | Sandra Farmand | Germania |

Data: 15 gennaio 1999

#### Gigante parallelo
| Posizione | Atleta         | Nazione     |
| --------- | -------------- | ----------- |
| 1         | Isabelle Blanc | Francia     |
| 2         | Rosey Fletcher | Stati Uniti |
| 3         | Aasa Windahl   | Svezia      |

Data: 14 gennaio 1999

#### Slalom gigante
| Posizione | Atleta            | Nazione     |
| --------- | ----------------- | ----------- |
| 1         | Margherita Parini | Italia      |
| 2         | Lidia Trettel     | Italia      |
| 3         | Sondra Van Ert    | Stati Uniti |

Data: 12 gennaio 1999

#### Snowboardcross
| Posizione | Atleta             | Nazione |
| --------- | ------------------ | ------- |
| 1         | Julie Pomagalski   | Francia |
| 2         | Maria Tichwinskaja | Russia  |
| 3         | Olivia Guerry      | Francia |

Data: 17 gennaio 1999

#### Halfpipe
| Posizione | Atleta        | Nazione     |
| --------- | ------------- | ----------- |
| 1         | Kim Stacy     | Stati Uniti |
| 2         | Doriane Vidal | Francia     |
| 3         | Anna Hellman  | Svezia      |

Data: 16 gennaio 1999

## Medagliere per nazioni
| Nazione     | Oro | Argento | Bronzo | Totale |
| ----------- | --- | ------- | ------ | ------ |
| Francia     | 3   | 4       | 1      | 8      |
| Svezia      | 2   | 2       | 2      | 6      |
| Stati Uniti | 2   | 1       | 1      | 4      |
| Italia      | 2   | 1       | 0      | 3      |
| Germania    | 1   | 0       | 1      | 2      |
| Austria     | 0   | 1       | 3      | 4      |
| Russia      | 0   | 1       | 0      | 1      |
| Australia   | 0   | 0       | 1      | 1      |
| Finlandia   | 0   | 0       | 1      | 1      |